# Peleteria curtiunguls
Peleteria curtiunguls là một loài ruồi trong họ Tachinidae.